# Morimus orientalis
Morimus orientalis là một loài bọ cánh cứng trong họ Cerambycidae.